# Pin Point (Georgia)
Pin Point es un municipio autónomo en Condado de Chatham, Georgia, Estados Unidos. Se localiza a 18 km al sureste de Savannah. Pin Point es parte del Área metropolitana de Savannah. La ciudad es conocida por ser el lugar de nacimiento del juez Clarence Thomas, miembro del Tribunal Supremo de Justicia desde el 23 de junio de 1948.

## Historia
Pin Point fue en su origen un asentamiento rural fundado por esclavos tras la Guerra de Secesión. El término municipal se extiende 1 km de ancho y 1,6 km de largo.
La población de Pin Point es escasa. En ella predomina la comunidad afroamericana, comunidad que tiene un grupo numeroso de idioma gulá.

## Patrimonio
El Museo del Patrimonio de Pin Point (en inglés: Pin Point Heritage Museum), antigua fábrica de conservas de ostras Varn and Sons, está especializado en cultura gulá.